# لاگونا بیچ (فلوریدا)
لاگونا بیچ (به انگلیسی: Laguna Beach) یک منطقهٔ مسکونی در ایالات متحده آمریکا است که در شهرستان بی، فلوریدا واقع شده‌است. لاگونا بیچ ۶٫۸ کیلومتر مربع مساحت و ۳٬۹۳۲ نفر جمعیت دارد و ۷ متر بالاتر از سطح دریا واقع شده‌است.